# Il était une fois l'amour mais j'ai dû le tuer
Il était une fois l’amour mais j’ai dû le tuer est un roman de l’écrivain colombien Efraim Medina Reyes, l'édition originale espagnole date de 2001. La traduction française a été publiée en mars 2011 par les Éditions 13e Note.
Le roman met en scène Rep qui vit avec fureur, amitiés, amours et ambitions artistiques dans un pays violent où le rêve est exclu. Un premier plan narratif montre les efforts que déploie Rep pour échapper au marasme de sa Ville Immobile, la belle Carthagène des Indes plongée dans la torpeur des Caraïbes. Il va tenter sa chance à Bogota pour oublier une certaine fille partie aux États-Unis. Les vies du braqueur de banques John Dillinger et des rock stars Kurt Cobain et Sid Vicious (leaders respectifs des groupes Nirvana et Sex Pistols) se mêlent au quotidien du protagoniste et de ses comparses. Progressivement et avec un humour corrosif sont révélés les liens souterrains entre des personnages que l'on retrouve dans les romans inédits en français Techniques de masturbation entre Batman et Robin et La sexualité de la Panthère Rose.

## Structure du roman
Le roman Il était une fois l’amour mais j’ai dû le tuer se compose de huit chapitres :
- 1. Dillinger n’a jamais eu sa chance
- 2. Productions Fracaso, S.A.R.L.
- 3. La Mort de Socrate
- 4. Guitare invisible
- 5. Court et profonde
- 6. Les Baleines du mois d’août
- 7. Le complexe du kangourou
- 8. Le rêve d’une carotte congelée

Chaque chapitre est formé de courtes sections avec une unité de temps et de lieu annoncée à l’aide d’indications scénaristiques comme « INTÉRIEUR – NUIT », « VILLE IMMOBILE – AVRIL 92 », « SÉQUENCE MULTIPLE – ÉTÉ », etc.
Le roman entrelace de multiples histoires, souvenirs, rêves, entrevues, coupures de presse, sarcasmes, invectives et digressions. La cohérence de l’ensemble est assurée par l’implacable résurgence de quelques lignes narratives, un des fils conducteurs étant l’amour perdu entre Rep et une certaine fille, un autre fil la chronique des membres de la S.A.R.L Productions Fracaso. En miroir de la vie des personnages sont exposés les destins tragiques du braqueur de banque John Dillinger et des rock stars Sid Vicious et Kurt Cobain, leaders respectifs des groupes Sex Pistols et Nirvana.
Une harmonie formelle émerge à force de parallélismes entre des fragments qui se complètent et se répondent en un contrepoint littéraire, l’architecture narrative se transmute en une mécanique de densification de l’univers romanesque. L’excès des propos, la caricature des personnages, le burlesque des situations, le rythme frénétique et l’exacerbation des sentiments chargent l’écriture d’une force lyrique, le récit acquiert ainsi un pouvoir cathartique qui permet enfin d’échapper à l’avilissante souffrance qui fait que l’on « termine au milieu de ses pleurs et de sa morve dans un hôtel minable près d’une frontière ».

## Rep etVille Immobile
Le protagoniste du roman Il était une fois l’amour mais j’ai dû le tuer est Rep, diminutif de Reptile. C'est un antihéros qui comme dans les romans picaresques est condamné à l'échec. Il se décrit comme  ayant « les yeux noirs et enfoncés comme des gueules de fusils prêts à tirer, une bouche sensuelle et une bite de vingt-cinq centimètres les jours de canicule. [..] Mes amis pensent que je suis un vrai mec, mes ennemis que je suis un bouffon. Les opinions A et B se valent, mais vous savez bien celle que je préfère. » Les fanfaronnades de cet acabit ne fournissent aucune garantie de succès, mais elles lui forgent l'image qu’il juge indispensable pour surnager. Mais sous des dehors souvent grossiers se trouve une forme d’élégance faite du refus de s’apitoyer sur soi, du rejet d’une existence d’esclave de la réussite, du travail, de l’amour.
L’individu égocentrique, souvent coléreux, tendre parfois, alterne échecs réels et rêves de gloire dans un espace-temps hétérogène qui le mène de Ville Immobile à Bogota et New York. Ville Immobile n’est autre que Carthagène des Indes, la ville natale de l’auteur Efraim Medina Reyes où « ce que les gens préfèrent c’est manger du crabe et se vautrer dans un hamac à lâcher des rots. D’autres vont à la pêche aux touristes (qui, étendus sous l’ardent soleil des Caraïbes, ressemblent à des homards géants) pour leur vendre des potions aphrodisiaques (la seule chose que ces saletés réveillent sont les amibes). Comme tu peux l’imaginer, ici ceux qui s’intéressent au rock et à ses tendances se comptent sur les doigts d’une main. »

## Culture mondialisée
Le roman Il était une fois l’amour mais j’ai dû le tuer affirme l’enracinement des personnages dans la culture des mass media, son protagoniste Rep revendique le cinéma américain et le rock comme références premières, Rep rejette les poncifs culturalistes d'une certaine littérature latino-américaine, il refuse d’accorder la moindre valeur littéraire ou morale à des figures reconnues telles que Gabriel García Márquez, Mario Vargas Llosa, Germán Espinosa ou Fernando Botero.
En cela, le personnage du roman reflète l’auteur Efraim Medina Reyes qui construit ses romans autour de références à la culture mondialisée dont il souligne l’importance dans sa formation personnelle : « Les titres de mes romans, mes romans eux-mêmes, répondent à l’esthétique à partir de laquelle je vois le monde, cette esthétique dépend de ma culture, et quand je dis ma culture, je me réfère à celle qui m’est personnelle car je ne m’inscris pas dans une stupide tradition folklorique comme le réalisme magique […]. J’ai grandi avec la télé, le cinéma, la bande dessinée, etc. Je suis un enfant des media, un fils illégitime de l’empire américain,  j’essaie de faire avec sans oublier une seconde que je suis un Sud-Américain, j’essaie de concilier mes éléments disparates et contradictoires. »

## La révolte
Un personnage du roman Il était une fois l’amour mais j’ai dû le tuer est tel que « La vie devait l’avoir piétiné depuis le premier jour comme une jument en furie. […] la vie s’était acharnée sur lui avec cruauté, mais il n’avait pas l’air d’accord pour se laisser briser les reins ».
Ils vivent dans une périphérie qui défie le centre. Ils incarnent la désolation d’une génération qui veut autre chose, qui regarde dehors, qui est déjà ailleurs, qui sait que son environnement immédiat est la planète tout entière. Une génération qui se sait oubliée, mais qui conserve tout au fond un rêve de réussite, et de gloire comme seule chance d'éternité. Il vaut mieux rêver, haïr, maudire, être jeune, se réfugier dans une attitude de révolte même sans rêve de changer le monde. C’est une révolte sans édulcorant, révolte qui se fonde sur un nihilisme désenchanté.

## L’amour
Un des fils conducteur du roman Il était une fois l’amour mais j’ai dû le tuer est l’histoire de l’amour perdu entre Rep et une certaine fille, un amour qui semblait aller de soi et ne devient passionnel pour Rep que lorsqu'une certaine fille se détache. La souffrance occasionnée par l’absence de l'autre en fait un amour qui « cogne plus fort que Tyson, bouge mieux qu’Ali, est plus rapide que Ben Johnson dopé ». Un procédé littéraire frappant est que la femme aimée n'est désignée que comme une certaine fille avec une pudeur qui distancie en se cantonnant dans un abstrait général.
L’amour ne se limite pas à celui pour une certaine fille, car Rep est entouré d’une galerie de personnages réels ou idéaux. Et il y a donc aussi l’amour pour la mère, pour ses nièces, pour le boxeur Kid Pambelé, pour Kurt Cobain, pour les copains de bringues.
La tendresse qui pointe dans l’écriture apparaît toujours comme un accident qui doit être poignardée méthodiquement avec des commentaires qui rabaissent le sentiment dans la vulgarité et la grossièreté. Car il faut se venger des émotions qui rendent vulnérables. L’écriture se tourne en instrument de vengeance au pouvoir cathartique.

## Sublimation de l'échec
Le roman roman Il était une fois l’amour mais j’ai dû le tuer propose une réflexion sur l'échec car son protagoniste Rep perçoit comme tel non seulement la perte de l’amour mais aussi l'enfermement dans des sentiments qui oscillent entre le désir et la haine. Rep fonde l'entreprise Productions Fracaso, S.A.R.L. (Fracaso LTDA dans le texte) dont le slogan affirme « Si vous voulez un échec fracassant, nous sommes là ! ». Cette entreprise a réellement été enregistrée par l'auteur Efraim Medina Reyes, c'est un exemple d'autofiction où des éléments de la vie réelle font irruption dans la fiction. Rep et ses copains du Ratapeona (un bar tenu par un ancien docker) semblent ne rien faire d’autre que tuer le temps et vivre d’ironie sceptique, dans un désespoir contenu face à la futilité des tentatives pour s'en sortir. Ils se laissent emporter par la musique de Nirvana et boivent jusqu’à tomber à l’aube, ils incarnent de flamboyantes illustrations de l’échec.
Mais l’échec est envisagé comme un destin inévitable auquel sont voués tous les projets qu’entreprend Rep dans une société qui concède peu d'opportunités. L'échec est accepté avec une élégante résignation comme doivent l'être toutes les facettes de la condition humaine, il est même magnifié en une condition de la dignité et de l'héroïsme. La réussite est quant à elle entachée d’une suspicion d’imposture, la norme convenue de l’art consacré par l’académisme devient douteuse et s’avère vulgaire. Rep prône une littérature de rue qui ne craint pas l'inconvenance et ne cherche pas la consécration, il trouve ses héros chez le boxeur Kid Pambelé qui a fini dans la misère et chez les rock-stars qui meurent avant vingt-sept ans comme Jimi Hendrix, Jim Morrison et Kurt Cobain. Paradoxalement une telle posture exorcise la crainte d'essuyer un revers puisque celui-ci est considéré inéluctable, elle a donc pour vertu d'encourager l'audace même si on admet d'avance l’inanité des efforts entrepris. 

## Diffusion
Avant la publication de la traduction française par Rémi Anicotte et Jeanne Chevalier chez Éditions 13e Note, la version originale espagnole Érase una vez el amor pero tuve que matarlo est divulguée en France avec un passage reproduit dans un manuel d'espagnol en 2005 et une critique positive dans El Pingüino en 2008. Le roman est de plus publié en italien par Feltrinelli, en portugais par Planeta et en finnois par Ivan Rotta & Co.